# ليبيدين
ليبيدين (بالأوكرانية: Лебеди́н)‏ هي مدينة في سومي أوبلاست، أوكرانيا، تقع في سومي رايون، يبلغ عدد سكانها 23,892 نسمة حسب تعداد عام 2022، بُنيت في عام 1653 كحصن خشبي صغير لروسيا القيصرية. ويقال إنها سُميت بهذا الاسم نسبةً إلى بحيرة ليبيدين القريبة منها.

## معرض الصور

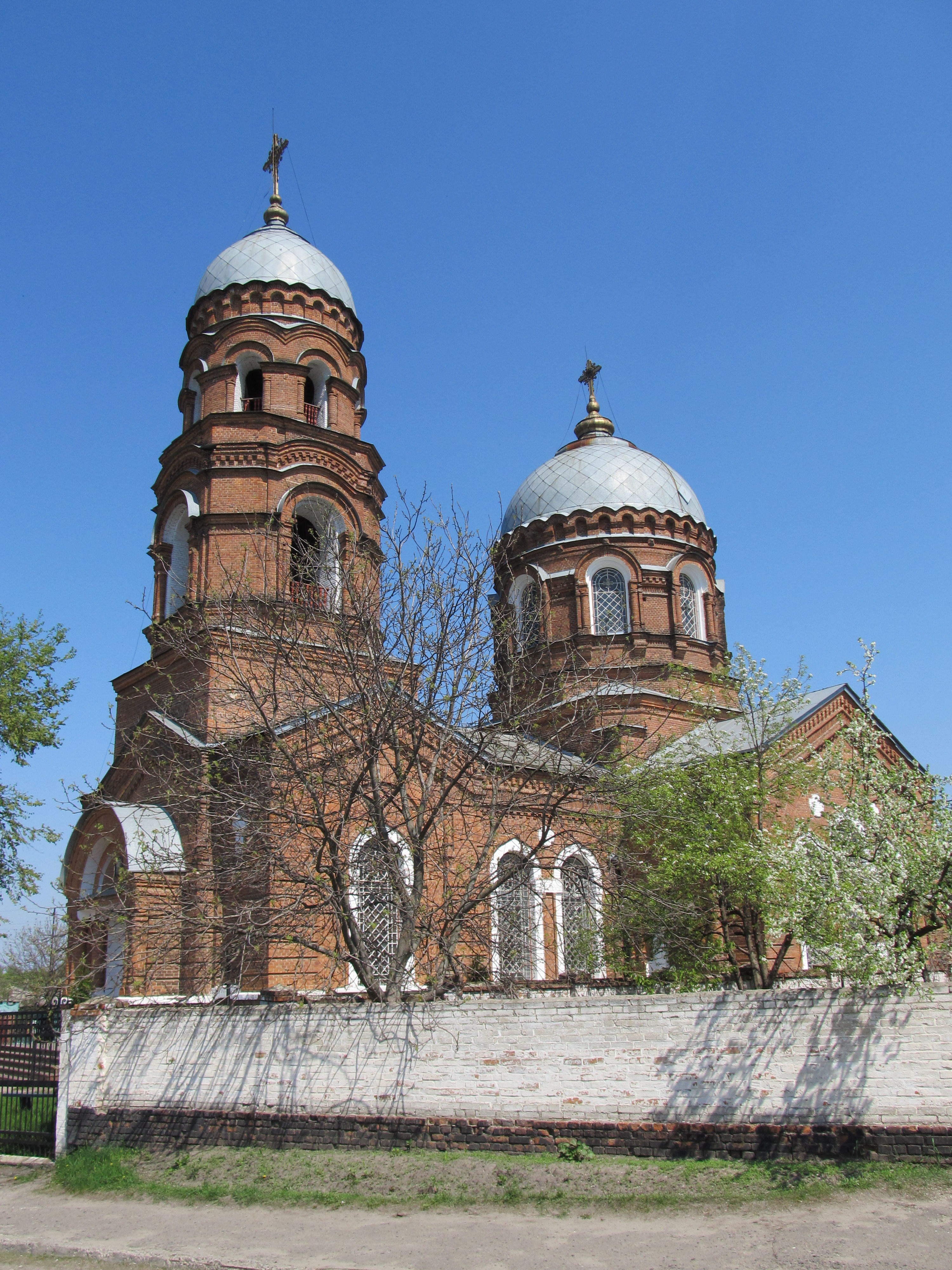
كنيسة القديس نيكولاس
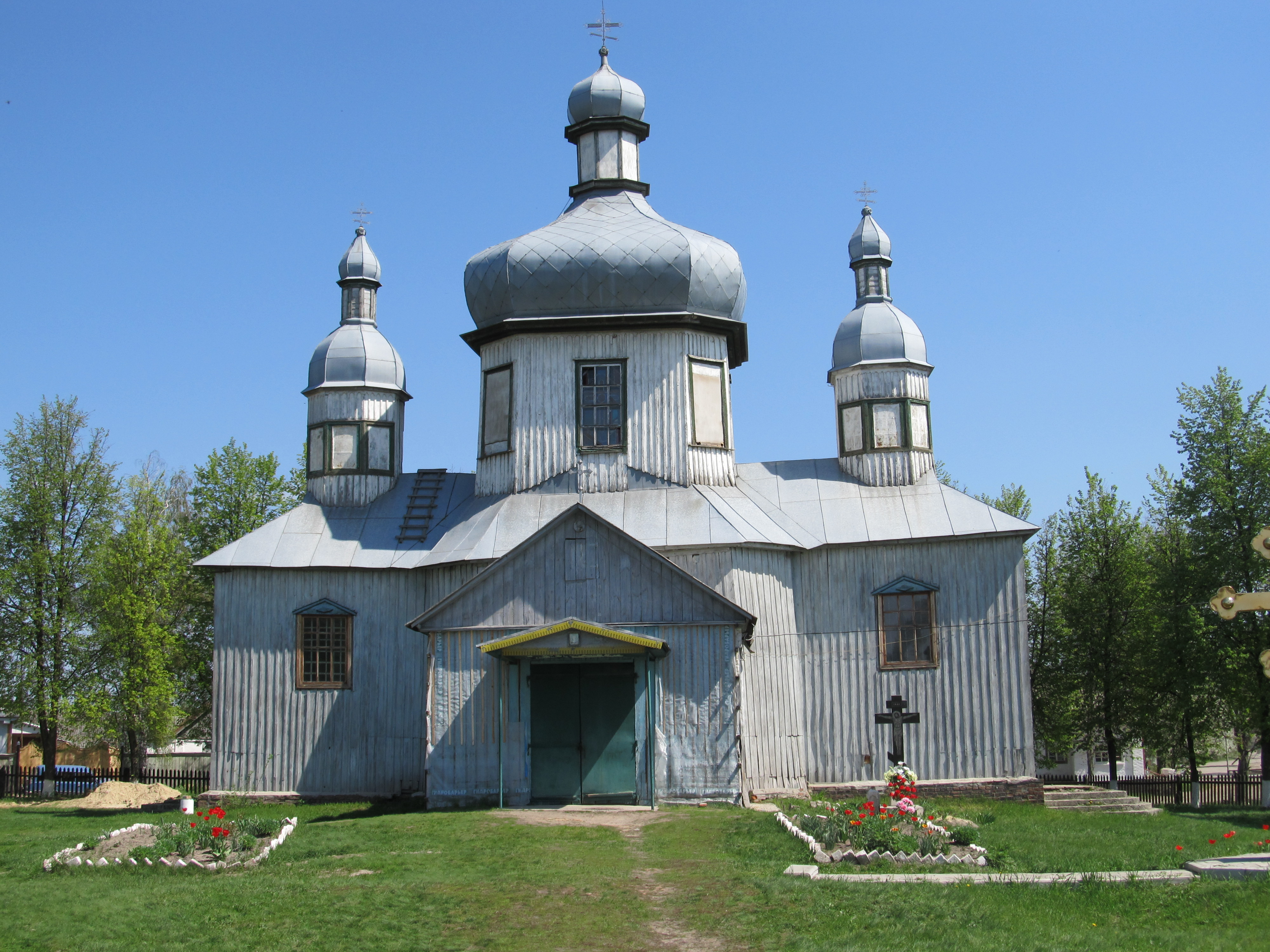
كنيسة القيامة
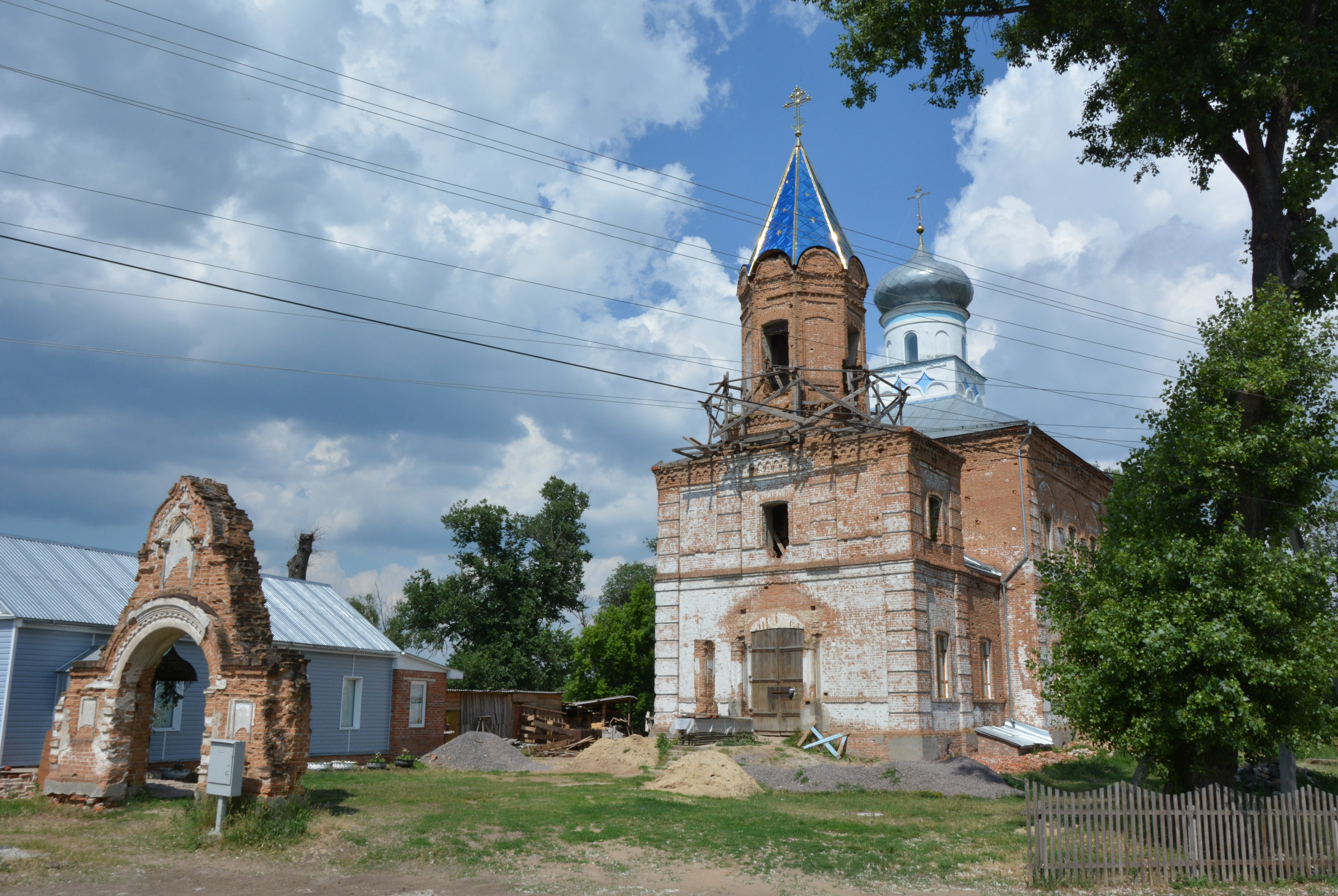
كنيسة الشفاعة
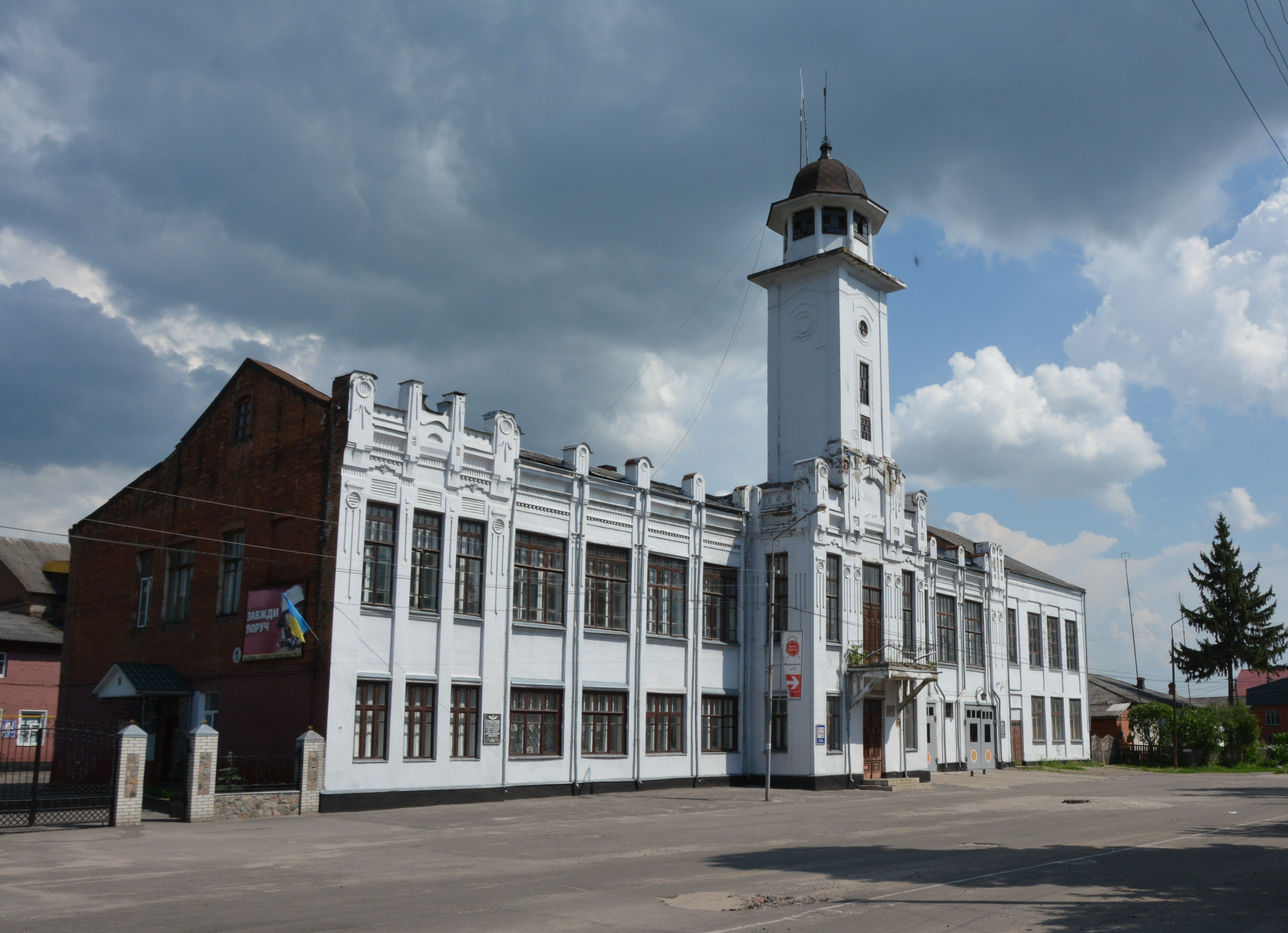
مجلس المدينة السابق
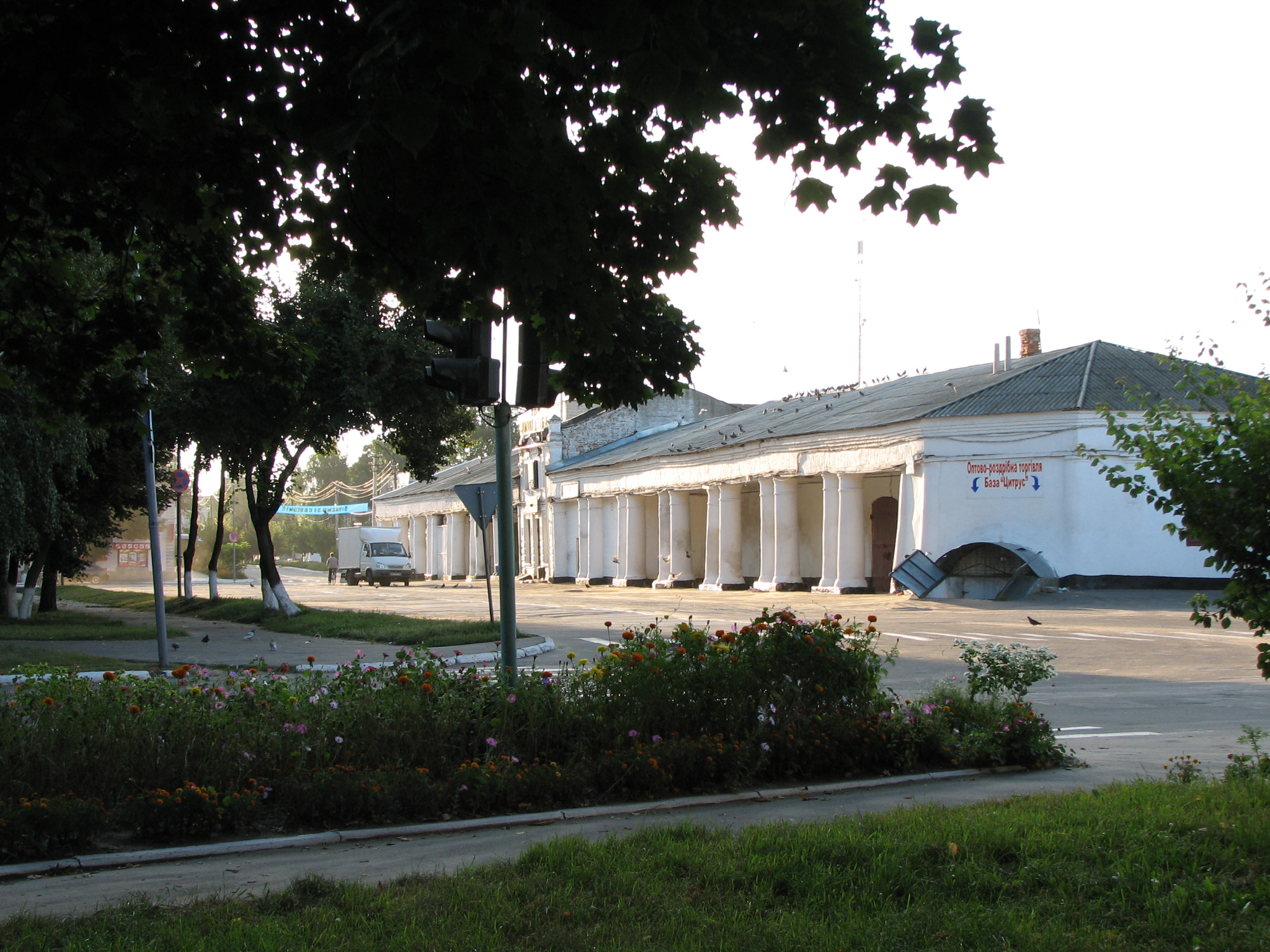
السوق القديم
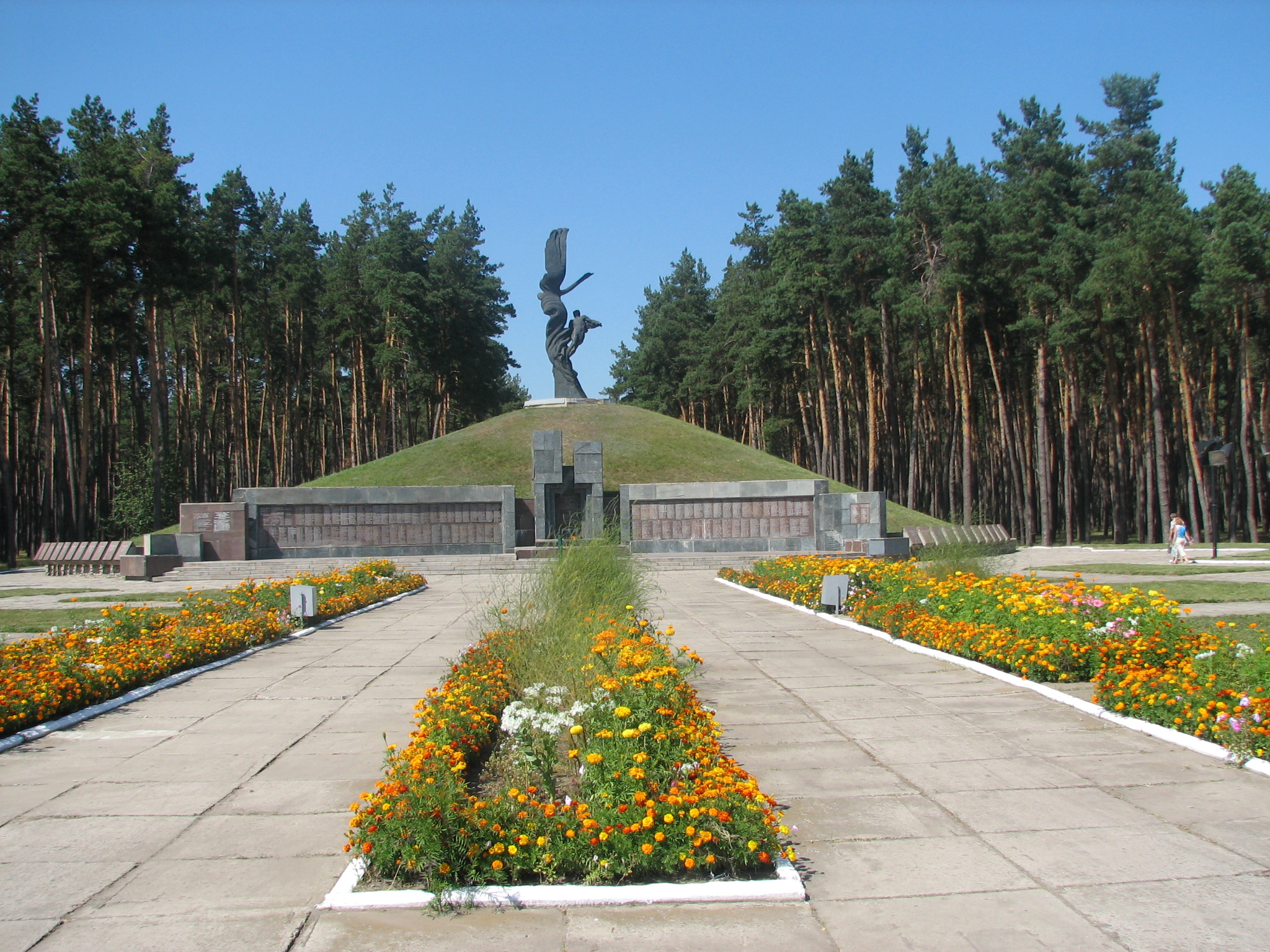
نصب تذكاري للحرب العالمية الثانية